# 서울정곡초등학교
서울정곡초등학교는 대한민국 서울특별시 강서구에 있는 공립 초등학교이다.

## 학교 연혁
- 1993년 9월 23일 서울정곡초등학교 개교
- 1994년 6월 27일 병설유치원 설립인가
- 2003년 3얼 1일 특수학급 설치 운영
- 2008년 11월 10일 다목적관 샛별누리 신축 개관, 종합예술제 개최
- 2014년 3월 1일 정원 같은 학교 가꾸기 사업 실시
- 2017년 3월 1일 시청각실, 음악실, 무용실 완공
- 2020년 1월 9일 제27회 졸업식(47명)
- 2020년 9월 1일 제9대 한숙경 교장 부임

## 학교 상징
- 교목 - 개나리 : 미래의 밝은 희망, 도약하는 정곡인
- 교목 - 향나무 : 아름다운 향기, 푸른 기상

## 참고 자료
- 서울정곡초등학교 - 한국교육학술정보원 학교알리미